# La teoría del todo (película de 2023)
The Theory of Everything (en alemán: Die Theorie von Allem) es una película thriller de 2023 dirigida por Timm Kröger.
La cinta fue seleccionada para competir por el León de Oro a la mejor película en el Festival de Cine de Venecia de 2023.

## Sinopsis
Los Alpes Suizos en 1962: Johannes Leinert asiste a un congreso de física en el Hotel Esplanade con su director de doctorado Julius Strathen. Se espera con impaciencia una conferencia pionera de un científico iraní sobre mecánica cuántica. Pero el participante con la esperada "Teoría del Todo" llega tarde. La alta sociedad intenta pasar el tiempo con ingeniosas cenas y elegantes excursiones para esquiar. Johannes conoce a la pianista Karin Hönig. La misteriosa mujer parece estar bien informada sobre él. Al mismo tiempo, un físico alemán es cruelmente asesinado. Dos investigadores acuden al lugar de los hechos convencidos de que se trata de un asesinato. Cuando una extraña formación nubosa aparece en el cielo, Karin desaparece sin dejar rastro. Johannes, por su parte, sospecha que la solución al misterio puede encontrarse en las profundidades de la montaña.